# Jon Ludvig Hammer
Jon Ludvig Hammer (2 de junio de 1990) es un jugador de ajedrez noruego que tiene el título de Gran Maestro Internacional desde 2009. Es amigo y segundo de Magnus Carlsen.
En la lista Elo de la Federación Internacional de Ajedrez (FIDE) de febrero de 2016, tenía un Elo de 2705 puntos, lo que le convertía en el jugador número 2 (en activo) de Noruega y 40 del mundo, que representa también su máximo Elo a julio de 2016.

## Resultados destacados en competición
En 2009, representando a Noruega, obtuvo la medalla de oro individual como primer tablero en el Campeonato de Europa por equipos con un resultado personal de 6½ puntos de 9 y una performance de 2792. En julio del 2012 fue campeón del Abierto de Andorra con 7 puntos de 9, los mismos puntos que Kiril Gueorguiev, Miguel Illescas y Julen Arizmendi.
Fue nominado para jugar la Copa del Mundo de 2013, donde derrotó a Sergei Movsesian en la primera ronda y a David Navara en la segunda, pero fue finalmente eliminado en la tercera por Gata Kamsky. Ese mismo año fue Campeón de Noruega con 7 puntos de 9. En enero de 2016 fue segundo en la 'Rilton Cup' con 7½ puntos de 9, a medio punto del campeón Maksim Rodshtein.